# Sebastian Santa Maria
 (août 2024).
Sebastián Santa María, né le 24 septembre 1959 à Santiago et mort le 20 octobre 1996 à Lausanne, est un pianiste et compositeur helvético-chilien.

## Biographie
Sebastián Santa María Pérez est le benjamin d'une famille de huit enfants. Très tôt attiré par la musique, il entre à la Escuela Moderna de Música de Santiago. À seize ans, il gagne sa vie en animant les soirées du Yellow's Pub et du club de jazz dans sa ville de Santiago. À dix-sept ans, il est suffisamment convaincu de son talent et de l'absence de débouché au Chili : il part tenter sa chance en Europe et atterrit en Suisse, à Lausanne, où vit alors son frère Santiago. En 1978 il gagne avec son groupe Selva le prix UBS de l'excellence avec une mention spéciale  pour l'âme du groupe (Sebastián S M ). Les débuts sont difficiles : Sebastián Santa María écume les boîtes de nuit et les pianos bars de Suisse, pour s'offrir une année à l'école  au Berklee College of Music à Boston. 
À son retour en Suisse en 1980, il forme le groupe Notas un groupe de jazz avec des musiciens de toutes nationalités, ce groupe comprend notamment Antoine Auberson, Erdal Kızılçay et d’autres musiciens fabuleux. Par la suite il rencontre du succès avec le  piano duo qu'il forme avec François Lindemann. Ils fréquentent ensemble les plus grandes scènes jazz de France et de Suisse, comme le Montreux Jazz Festival en 1982. Trois albums, Live in Montreux en 1982, Piano-Duo Lindemann/Santa Maria en 1983 et Inédit en 1984, marquent cette collaboration, qui dure jusqu'en 1989. La collaboration avec François Lindemann débouche surtout sur la création de Piano Seven. Il retourne en outre comme soliste au Montreux jazz festival, puisqu'il assure la première partie de Miles Davis en 1984.  
Également auteur-compositeur, il écrit et compose pour Isabelle Adjani (La princesse au petit-pois), Claude Nougaro (Le gardien de phare), Catherine Lara (Nuit magique), ou pour Bernard Lavilliers, un de ses amis, pour qui il signe plusieurs titres de l'album If.. Il travaille également avec le groupe anglais The Zombies. Prix des Jeunes créateurs de la Fondation vaudoise pour la promotion et la création artistique en 1989, surnommé "l'homme aux doigts d'or" par la critique musicale européenne, Sebastián Santa María laisse de côté tous ses projets musicaux en 1991 pour se consacrer à sa propre musique. Après un premier titre Keep on singing, sorti à Londres en 1987 et particulièrement apprécié au Chili, il travaille en effet à la création de l'album Latino, qui sort en 1994. Le disque est fortement marqué par ses origines sud-américaines, tant dans la rythmique que dans la mélancolie qui s'en dégage. Produit par Chris White, l'album fait notamment une place à Tim Renwick, guitariste des Pink Floyd, David Mattacks, batteur de Jethro Tull, ou encore David Bronze, bassiste d'Eric Clapton.
En 1993, les médecins lui diagnostiquent une adrénoleucodystrophie, maladie héréditaire qui s'attaque au système nerveux. En 1994 sort le CD Latino, Sebastián Santa María décède le 20 octobre 1996 à Lausanne, dans les bras de sa compagne de toujours Manuela Vallelian. Un disque posthume, intitulé Corpus, sort encore sous son nom en 1996. En 2020 est publié un ensemble de compositions enregistrées à la hâte et encore inédites, sous le titre Octavie 25 ans.https://sebastiansanta.ch/

## Sources
- « Sebastian Santa Maria », sur la base de données des personnalités vaudoises sur la plateforme « Patrinum » de la Bibliothèque cantonale et universitaire de Lausanne.
- "Fondation vaudoise pour la promotion et la création artistiques : exposition Espace Arlaud, du 28 avril au 17 mai 1997", Lausanne, Cote BCUL: 1VM 13501
- "Nuits chaudes à Montreux", 24 Heures, 1984/06/12, p. 47
- "Claviers groupés", Le Matin, 1986/12/04, p. 16
- Binggeli, Isabelle, "On the road again", Le Matin, 1991/07/01, p. 31
- Gianadda, Jef, "Adieu l'artiste!", Le Matin, 1996/10/24, p. 17.